# Paradoxe de Curry

Si cette légende est vraie, alors il s'agit là d'un monstre.

Le paradoxe de Curry fut présenté par le mathématicien Haskell Curry en 1942 et permet d'arriver à n'importe quelle conclusion à partir d'une phrase explicitement vraie. L'exemple d'une telle phrase s'énonce :
Si cette phrase est vraie, alors le Multivers existe. Si cette phrase est vraie, alors le ciel est rouge.

C'est une traduction, en logique minimale,  du paradoxe de Russell (théorie des ensembles), ou de la phrase de Gödel (théorie de la démonstration).[réf. nécessaire]
Il est aussi nommé le paradoxe de Löb puisque la preuve se déroule de manière semblable à celle du théorème de Löb publié en 1955 par le mathématicien Martin Löb.

## Une preuve
On peut déduire l'existence d'un certain monstre légendaire comme suit : on peut se demander de façon spéculative, si la phrase était vraie, alors là, le monstre existerait-il ? Si on acceptait que la phrase soit vraie, on devrait accepter ce qu'elle dit. Or, elle dit que si elle est vraie, le monstre existe. Il semble que la réponse à notre question spéculative doit être oui : si la phrase est vraie, alors le monstre existe. Mais voilà ce qu'affirmait la phrase - non que le monstre existe, mais qu'il existe si la phrase est vraie. Alors il semble qu'il faille avouer que la phrase est vraie. Et bien sûr, puisque la phrase est vraie, il existe. Donc il y a vraiment un monstre au fond du lac Memphrémagog.
Puisqu'il est évident que n'importe quelle monstruosité pourrait se prouver de façon pareille, il s'agit d'un paradoxe.
Cela peut s'exprimer de façon tout à fait formelle. Désignons par Y l'existence du monstre, et par X la phrase qui affirme Y à condition que X. C'est-à-dire, la définition de X est X → Y. Le symbole « → » est le connecteur d'implication logique.
| 1. | X → X | [Identité]                             |
|    | On doit affirmer «si la phrase est vraie, alors la phrase est vraie», peu importe quelle phrase. La règle d'identité semble incontournable.                                                                     |                                        |
| 2. | X → (X → Y) | [Substitution de 1]                    |
|    | On remplace le deuxième «la phrase est vraie» par «si la phrase est vraie, alors le monstre existe». Affirmer qu'une phrase est vraie, c'est affirmer ce que dit cette phrase.                                  |                                        |
| 3. | X → Y | [Contraction de 2]                     |
|    | On laisse tomber un antécédent répété. On peut passer de «si la phrase est vraie, alors si la phrase est vraie, alors le monstre existe» à «si la phrase est vraie, alors le monstre existe» sans rien changer. |                                        |
| 4. | X | [Substitution de 3]                    |
|    | On remplace «si la phrase est vraie, alors le monstre existe» par «la phrase est vraie». Affirmer ce que dit une phrase, c'est affirmer que cette phrase est vraie.                                             |                                        |
| 5. | Y | [application de modus ponens à 3 et 4] |
|    | On ne peut guère s'opposer à cette étape non plus. On affirme que «si la phrase est vraie, alors le monstre existe». Or, on affirme que «la phrase est vraie». Donc on doit affirmer que «le monstre existe».   |                                        |

## Réponse classique
Dans le calcul classique des propositions, le connecteur d'implication n'est qu'une abréviation pour une disjonction et une négation ; par « si A, alors B » on entend « non A ou B ». Notre phrase auto-référentielle devient donc « cette phrase est fausse, ou le monstre du Memphrémagog existe », ce qui est une modification légère du paradoxe du menteur. Or la réponse classique à celui-ci est de nier la possibilité de phrase auto-référentielle. 
Notons quand même que l'argument ne se fonde pas du tout sur la traduction classique de l'implication en disjonction et négation, ou sur le principe du tiers exclu, mais sur des règles de logiques plus simples, où on ne voit aucune négation explicite. La preuve est totalement constructive, donc elle pose un paradoxe pour la logique intuitionniste, elle aussi - mais la réponse est la même, chez les constructivistes on ne peut construire aucun énoncé auto-référentiel.
On ne se débarrasse pas totalement de ce paradoxe avec l'interdiction d'auto-référence directe. Tout comme le paradoxe du menteur revient sous la forme des théorèmes d'incomplétude de Gödel, on arrive à coder le paradoxe de Curry de façon semblable dans plusieurs systèmes de logique formelle. Il s'agit là du théorème de Löb.